# Kašparovo jezero
Kašparovo jezero  je vodní plocha o rozloze 1,0 ha vzniklá jako pozůstatek slepého ramene řeky Orlice po provedení regulace Orlice  v dvacátých letech 20. století. Nachází se asi 800 m severovýchodně od Malšovického jezu a jsou využívána jako mimopstruhový rybářský revír.

## Galerie

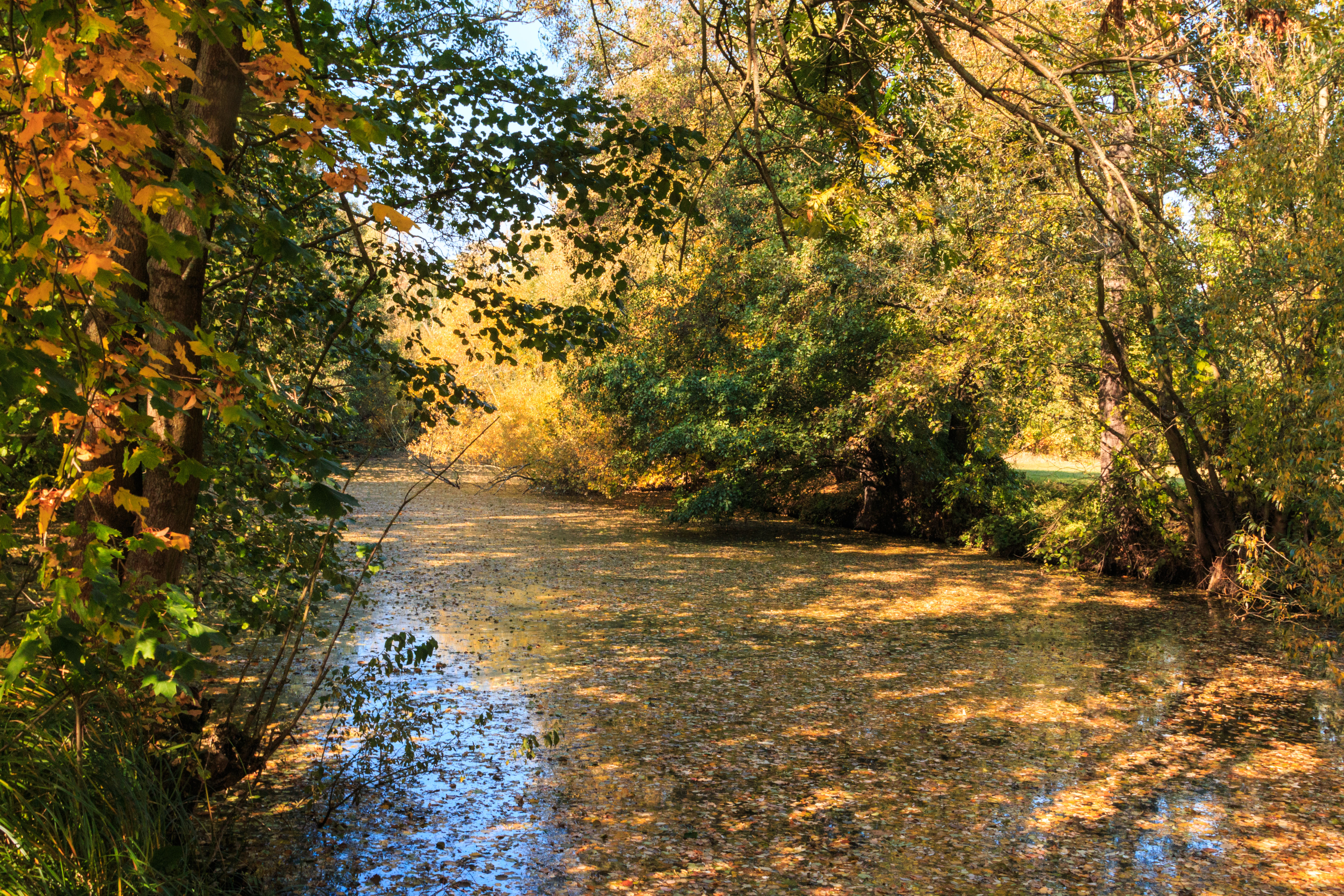
Kašparovo jezero - slepé rameno řeky Orlice
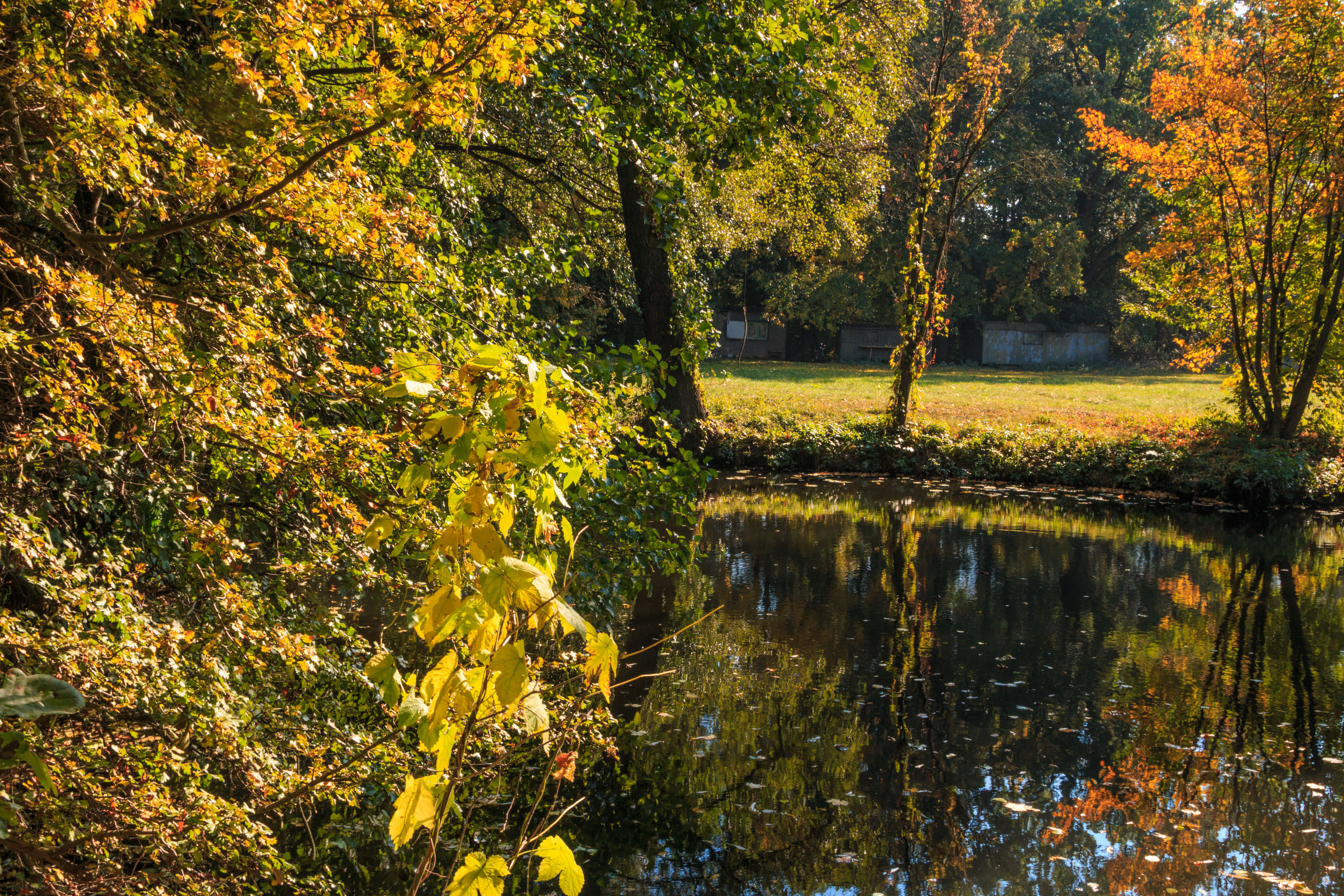
Kašparovo jezero - slepé rameno řeky Orlice
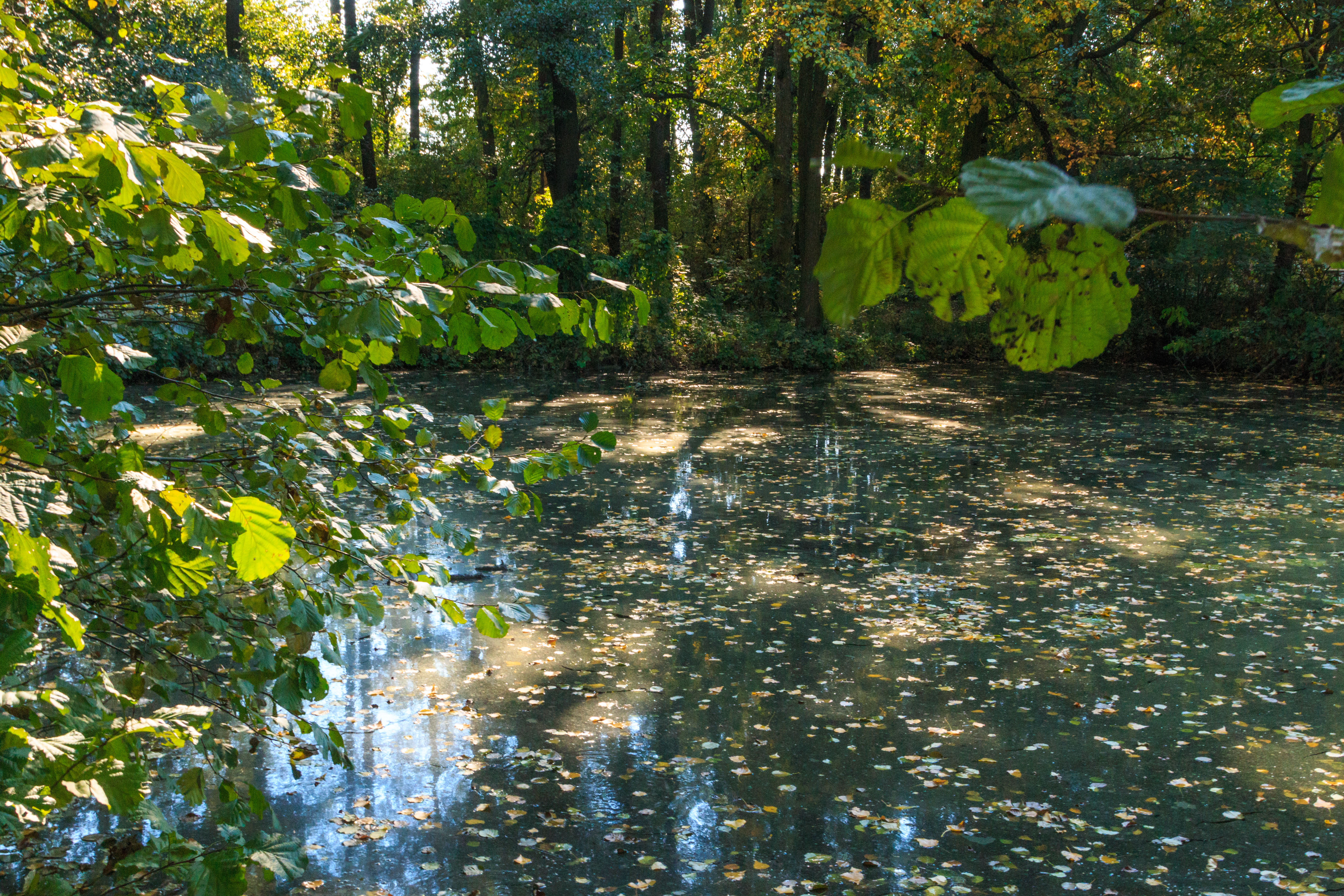
Kašparovo jezero - slepé rameno řeky Orlice
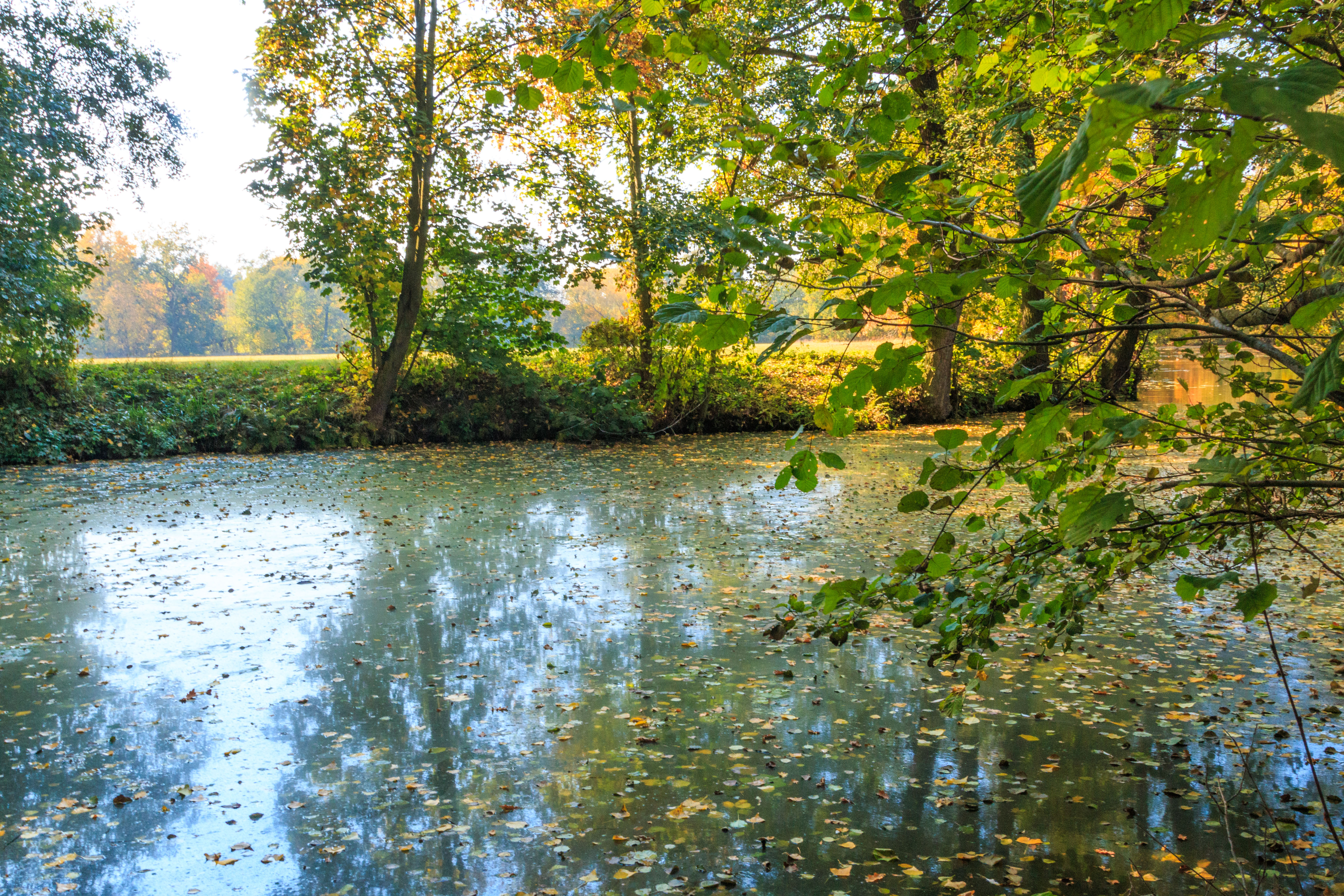
Kašparovo jezero - slepé rameno řeky Orlice